# Samuel Bendahan

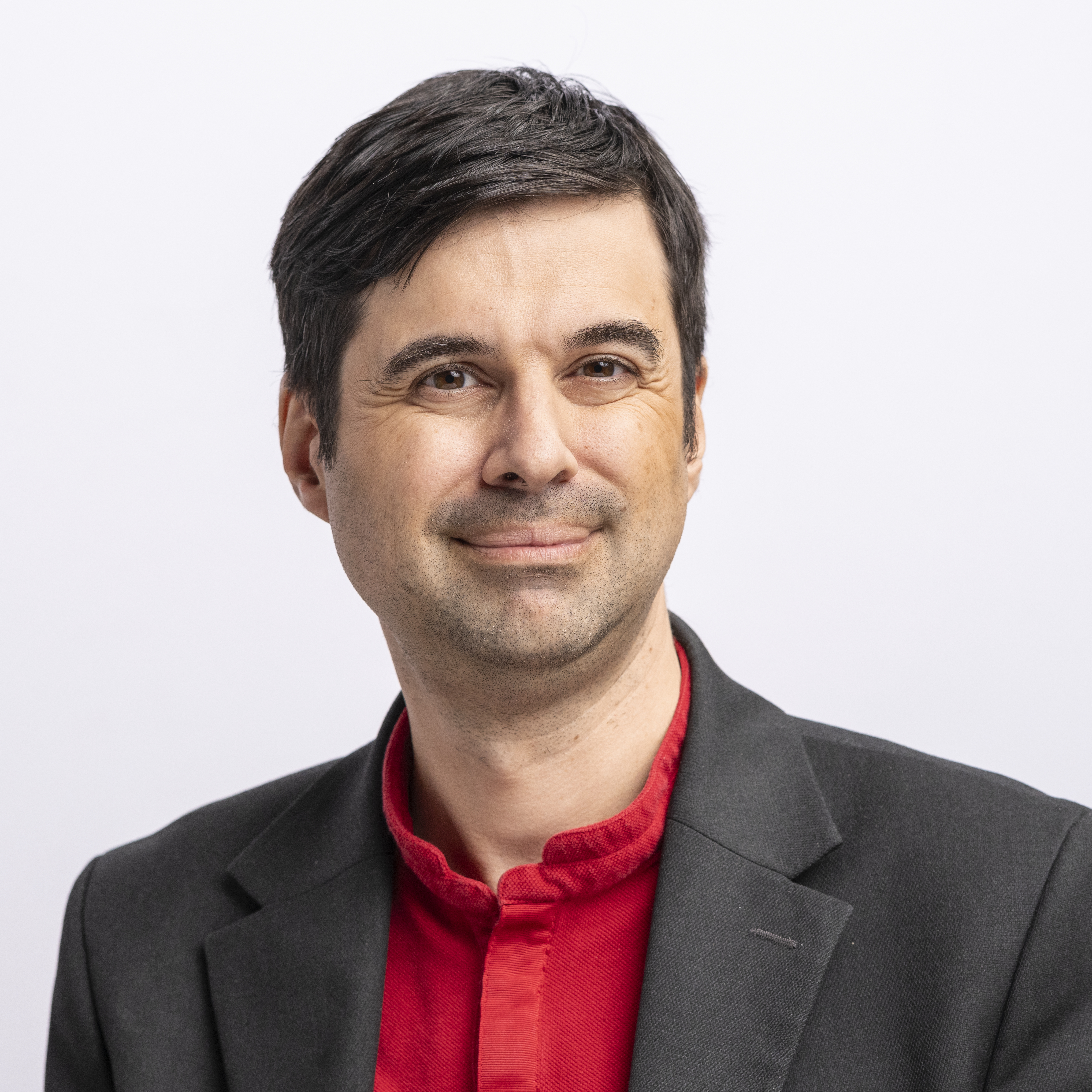
Samuel Bendahan (2023)

Samuel Bendahan (* 11. Juni 1980 in Lausanne; heimatberechtigt in Seengen) ist ein Schweizer Politiker (SP), Präsident der BSC-Association in Lausanne und Verwaltungsrat der Kantonalbank Neuenburg. Seit 2017 ist er Nationalrat.

## Leben
Bendahan wuchs in der Umgebung von Morges im Kanton Waadt auf. Seine Mutter ist Protestantin aus dem Aargau, sein jüdischer Vater stammt ursprünglich aus Marokko. Bendahan erlangte seine Maturität am Gymnasium von Lausanne. Im Jahr 1999 begann er sein Studium der Wirtschaftswissenschaften an der Universität Lausanne. 2009 promovierte Bendahan in Economics Management. Seit 2010 unterrichtet er an der Universität in Lausanne. Darüber hinaus ist er Präsident und Mitbegründer des BSC-Verbandes in Lausanne, der seit Juni 2011 kulturelle, akademische oder gemeinnützige politische Projekte entwickelt und unterstützt. Im Juli 2014 trat er dem Verwaltungsrat der Neuenburger Kantonalbank bei.

## Politische Karriere
Von 2011 bis 2012 war er Gemeinderat in Lausanne. Von 2012 bis 2017 war er Grossrat im Kanton Waadt und Mitglied der dortigen Finanzkommission. 2017 wurde er Nationalrat. Seit September 2023 ist er zusammen mit Samira Marti Co-Präsident der Fraktion der SP im Bundeshaus.

## Varia
Bendahan ist Präsident des Schweizer Dachverbandes Lesen und Schreiben sowie des Abendgymnasiums. Zudem ist er Vizepräsident der Wohnbaugenossenschaft Le Bled, Gründungsmitglied von Microcrédit Solidaire Suisse und Mitglied des VCS Waadt.